# Sassaricando
Sassaricando é uma telenovela brasileira produzida e exibida pela TV Globo de 9 de novembro de 1987 a 10 de junho de 1988, em 185 capítulos. Substituiu Brega & Chique e foi substituída por Bebê a Bordo, sendo a 39ª "novela das sete" exibida pela emissora.
Escrita por Silvio de Abreu, o tema central foi a participação das mulheres no mercado de trabalho. A direção foi de Cecil Thiré, Lucas Bueno e Miguel Falabella, com direção geral de Cecil Thiré e Atílio Riccó. A direção de supervisão e núcleo foi de Daniel Filho.
Contou com as participações de Paulo Autran, Tônia Carrero, Eva Wilma, Irene Ravache, Edson Celulari, Maitê Proença, Claudia Raia e Lolita Rodrigues.

## Enredo
Aparício Varella é um homem que foi pobre e deixou Rebeca, o grande amor da sua vida, para dar o golpe do baú na milionária Teodora Abdalla, uma das três herdeiras das Tecelagens Abdalla. Após trinta e quatro anos as irmãs se tornaram três megeras detestadas por todos à sua volta – Fabíola enviuvou e controla todos os passos do filho, Tavinho, enquanto Lucrécia casou-se com Aprígio, irmão de Aparício, e é rabugenta. Já Teodora, a pior e mais extravagante das três, assumiu a presidência da tecelagem ao lado de Aparício – embora quem dê as ordens seja sempre ela – e criou a filha Fedora à sua imagem e semelhança. Sem que ninguém saiba, Aprígio envolve a empresa em negociatas clandestinas com uma irmandade comandada por Ela e introduz o golpista Leonardo Raposo na vida da família Abdalla. Leonardo se casa com Fedora e explode o jatinho onde acreditava estar a esposa, visando a ficar com todo seu dinheiro, mas acaba matando Teodora por engano. 

Marcos Frota, Cláudia Raia e Alexandre Frota como Beto, Tancinha e Apolo.

Já Rebeca viveu muitos anos na Europa e se tornou uma elegante estilista, mas que retorna ao país sem um tostão no bolso após a morte do marido. Ela se une à suas melhores amigas, Penélope Bacellar e Leonora Lammar, que também estão falidas, com o objetivo de caçar um marido milionário e salvar as três da pobreza: a que conseguisse primeiro, salvaria as outras. A moça havia sido contratada por Teodora, antes de morrer, para trabalhar como estilista das Tecelagens Abdalla e acaba reencontrando Aparício, que mente que é um simples faxineiro após descobrir os planos de golpe da amada. Ao mesmo tempo, ele tenta conquistar Penélope e Leonora também, sem que elas saibam estar envolvidas pelo mesmo homem, planejando que elas se deem mal para aprenderem que não devem cometer o mesmo erro que ele em se casar por dinheiro e amargar uma vida infeliz. Mas todo o plano começa se complicar quando Teodora começa a aparecer do além para atazanar a vida do viúvo. 
Em outro ponto da trama está Aldonza, uma feirante espanhola que criou com muito custo seus quatro filhos – Tancinha, Guel, Isabel e Juana. Os irmãos nunca superaram o desaparecimento misterioso do pai, Ricardo de Pádua, que saiu para comprar cigarros e nunca retornou, deixando apenas as pistas que estava ligado à família Abdalla de alguma forma, levando a crer que Aparício planejou a morte do patriarca. Tancinha vive um relacionamento apimentado com seu vizinho Apolo, irmão de Adônis e Diana, que se casa com Tavinho. Os dois, Apolo e Tancinha, brigam constantemente, mas sempre acabam se acertando, uma vez que ambos se amam verdadeiramente. A moça é semianalfabeta e, por ter sido criada em meio a uma família ítalo-espanhola, tem um forte sotaque, falando sempre errado e gritando. A vida da moça muda quando ela conhece Beto, um publicitário que vai até a feira e se apaixona por ela à primeira vista, fazendo de tudo para conquistá-la, mostrando um mundo de oportunidades longe do bairro em que vive. Tancinha se sente dividida entre  Apolo e Beto e sofre com as armações da própria irmã, Isabel, que morre de inveja da beleza dela. Já Guel se tornou agente da Interpol e se apaixonou por Camila Abdalla, fotógrafa, filha de Aprígio e Lucrécia e também agente.
Guel e Camila estão empenhados em descobrir a identidade secreta de Ela, que na realidade é uma sigla para El Achid, ou seja, Achid Callux, um milionário libanês, escondido sob a falsa identidade de Bóris Aidan, que planeja acabar com a vida de Aparício Varella pelo golpe que ele deu, usurpando o grande amor de sua vida: Teodora. Fedora é filha de sua mãe com Achid, fruto de um relacionamento da juventude nunca aprovado pela família, uma vez que o milionário sempre esteve envolvido com negócios ilegais. Teodora teve de deixar Achid para casar-se com Aparício, que assumiu a paternidade de Fedora naturalmente.

## Elenco
| Intérprete            | Personagem                                            |
| --------------------- | ----------------------------------------------------- |
| Paulo Autran          | Aparício Varella (Cicinho) / Sir Edward Whitehurst    |
| Tônia Carrero         | Rebeca Rocha (Bebé) / Rebeca Zaidan                   |
| Eva Wilma             | Penélope Bacellar (Pê)                                |
| Irene Ravache         | Maria Leonora Piedade da Silva (Leonora Lammar)       |
| Maitê Proença         | Camila Abdalla Varella                                |
| Cláudia Raia          | Constância Gutierrez de Pádua (Tancinha)              |
| Edson Celulari        | Jorge Miguel Gutierrez de Pádua (Guel)                |
| Angelina Muniz        | Isabel Gutierrez de Pádua (Bel)                       |
| Cristina Pereira      | Fedora Abdalla Varella (Fefê) / Fedora Abdalla Raposo |
| Diogo Vilela          | Leonardo Raposo (Leozinho / Raposão)                  |
| Lolita Rodrigues      | Aldonza Gutierrez de Pádua                            |
| Carlos Zara           | Ricardo de Pádua                                      |
| Alexandre Frota       | Apolo dos Santos Arruda                               |
| Marcos Frota          | Carlos Alberto Bacellar (Beto)                        |
| Jandira Martini       | Teodora Abdalla Varella                               |
| Laerte Morrone        | Aprígio Varella / Horaccio Bentura                    |
| Rômulo Arantes        | Adônis dos Santos Arruda                              |
| Denise Milfont        | Juana Gutierrez de Pádua                              |
| Maria Alice Vergueiro | Lucrécia Abdalla Varela                               |
| Alexandre Lippiani    | Otávio Abdalla (Tavinho)                              |
| Ileana Kwasinski      | Fabíola Abdalla Macedo                                |
| Roberto Bataglin      | Tadeu da Silva Pereira                                |
| Marcela Muniz         | Diana dos Santos Arruda                               |
| Stella Freitas        | Dinalda Barbosa                                       |
| Aldine Müller         | Brigitte de Carvalho Queirós                          |
| Ney Santanna          | Nicodemus Pantaleão (Nico)                            |
| Jorge Lafond          | Bruno Ramos Cursino (Bob Bacall)                      |
| Cecil Thiré           | São Sinfrônio                                         |
| Etty Fraser           | Felícia Foster Santana                                |
| Heloisa Raso          | Kitty Borges (The Cat)                                |
| Roberto Lopes         | Delegado Farnésio                                     |

### Participações Especiais
| Intérprete          | Personagem                         |
| ------------------- | ---------------------------------- |
| Lourival Pariz      | Bóris Zaidan                       |
| Ana Ariel           | Dona Josefá                        |
| Rogério Fróes       | Marcos Bacelar                     |
| Marilena Cury       | Lalume Abdalla Adib                |
| Antônio Abujamra    | António Marcos (Totó)              |
| Antônio Pedro       | Carlos Sampaio (Detetive Carlos)   |
| Benjamin Cattan     | Mário Della Costa (Inspetor Mário) |
| Bia Montez          | Flávia (Funcionária do spa)        |
| Carlos Capeletti    | Ferdinando (Estilista de Fedora)   |
| Célia Biar          | Kitéria Moreira (Dona Kiki)        |
| César Filho         | Ciro Antônio                       |
| Paulo César Grande  | Luís Alberto                       |
| Charles Myara       | Joalheiro                          |
| Eliete Cigarini     | Roberta Barreto                    |
| Ênio Santos         | Josias Camargo (Delegado Josias)   |
| Fernanda Montenegro | Ela mesma                          |
| Fernando José       | Ricardo Máximo (Delegado Ricardo)  |
| Francisco Nagem     | (Locador)                          |
| Augusto Olímpio     | (Fumacinha)                        |
| Guilherme Corrêa    | Dr. Jamal (Médico de Diana)        |
| Raul Gazola         | Rubens Arantes / Rubinho           |

## Produção
Sassaricando revelou o ator Alexandre Lippiani, que faleceria em 1997, ainda durante as gravações de Xica da Silva, na Rede Manchete. Após o final da novela, Paulo Autran declarou que não mais faria novelas inteiras, apenas participações e cinema. O nome do personagem de Celulari, Guel, foi uma homenagem feita por Sílvio de Abreu a Guel Arraes. A Globo cometeu um erro de ortografia ao batizar sua novela, uma vez que a grafia correta na língua portuguesa é "Saçaricando". O título da novela foi uma homenagem à música de mesmo nome, uma marchinha de carnaval, de autoria de Luís Antônio, Zé Mário e Oldemar Magalhães, gravada em 1952 por Virgínia Lane. 

## Legado

### Reboot
O reboot da novela foi escrito por Daniel Ortiz, com o título de Haja Coração, no mesmo horário da versão original. Nessa nova versão, foram acrescentados novos personagens e tramas paralelas muitas delas originárias de outras tramas de Silvio de Abreu. Além da história ser contada de outro ponto de vista. Com uma inversão no protagonismo da trama, enquanto em 1987 Aparício (Paulo Autran/Alexandre Borges) e a Família Abdala eram o foco, Tancinha (Cláudia Raia/Mariana Ximenes) e seu triângulo amoroso foram o destaque em 2016. A transmissão teve início em 31 de maio.

## Exibição
Foi reapresentada pelo Vale a Pena Ver de Novo de 9 de julho de 1990 a 11 de janeiro de 1991, substituindo Roda de Fogo e sendo substituída por Top Model, em 135 capítulos.[carece de fontes?]
Foi reapresentada de 8 de setembro de 2020 até 10 de abril de 2021 pelo Viva, substituindo Brega & Chique, que também foi sua antecessora na exibição original (1987-88), e sendo substituída por O Salvador da Pátria. Sobre esta reprise da telenovela, 33 anos depois da exibição original, o seu autor Silvio de Abreu declarou:

Não escrevo uma novela inédita há mais de dez anos e ‘Sassaricando’ é uma das minhas prediletas. Fico emocionado só de ver as chamadas e muito feliz em saber que vou poder admirar esse elenco fabuloso nos próximos meses.— Silvio de Abreu, setembro de 2020
Dois anos após a sua reprise, a novela ganhou uma reexibição pelo Viva 80 (versão fast do canal por assinatura), com exibição de 27 de novembro de 2023 a 9 de agosto de 2024, sendo substituída também por Brega & Chique, se tornando uma das primeiras tramas a inaugurar o novo canal.

### Outras mídias
Em 24 de maio de 2021, foi disponibilizada na íntegra no Globoplay, como parte do Projeto Resgate.

## Música

### Nacional
Maite Proença: Camila Abdala 
1. "Ouro" – Guilherme Arantes (tema de Camila)
2. "Seu Corpo" – Simone (tema de Penélope e Tadeu)
3. "Nem Tanto Tempo Assim" – Eduardo Dusek (tema de Rebeca)
4. "Estranha Loucura" – Alcione (tema de Aldonza)
5. "Você Perde" – Kiko Zambianchi (tema de Leonardo)
6. "Trauma" – Clínica (tema de Beto)
7. "Sassaricando" – Rita Lee & Roberto de Carvalho (tema de abertura)
8. "Lambadas III (Negue / Ti Ti Ti / Só Vai Dar Você / Cheiro no Cangote / Forró Gostoso)" – Fafá de Belém (tema de Tancinha)
9. "Lua de Mel" – Lulu Santos (tema de Fedora e Leonardo)
10. "Vem Me Perdoar" – Moraes Moreira (tema de Tavinho e Diana)
11. "Cantando no Toró" – Chico Buarque (tema de Guel)
12. "Tiro Ao Álvaro" – Adoniran Barbosa (part. esp. Elis Regina) (tema de Juana e Adonis)
13. "Solamente Una Vez" – Eduardo Souto Neto (tema de Aparício)
14. "As Roupas e o Mundo No Chão" – Evandro Mesquita (tema de Leonora)
15. "Cheiro de Amor" – Luiz Camilo (tema de Isabel)

### Internacional
Cláudia Raia: Tancinha Gutierrez de Pádua
1. "Paradise Is Here" – Tina Turner (tema de Tancinha)
2. "Just To See Her" – Smokey Robinson & The Miracles (tema de Diana e Tavinho)
3. "Breakout" – Swing Out Sister (tema de locação: São Paulo)
4. "Loving You Again" – Chris Rea (tema de Aprígio)
5. "Give Me All Night" – Carly Simon (tema de Leonora)
6. "Milky Way" – Peter Dominic (tema de Dinalda e Ariovaldo)
7. "Fatamorgana" – Dissidenten (tema de Fedora)
8. "We'll Be Together" – Sting (tema de Guel)
9. "(I've Had) The Time Of My Life" – Bill Medley & Jennifer Warnes (tema de locação: boate de Ela)
10. "Call Me" – Spagna (tema de locação: Escola Femina)
11. "Unchain My Heart" – Joe Cocker (tema de Camila)
12. "Finito" – Rita Pavone (tema de Aldonza)
13. "Love's Closing In" – Nick Jameson (tema de locação: São Paulo)
14. "One More Night" – Ana (tema de Penélope e Tadeu)